# Johannes Winkler (Filmkomponist)
Johannes Winkler (* 28. Mai 1986 in Hamburg) ist ein deutscher Film-Komponist, Arrangeur und Musikproduzent.

## Werdegang
Johannes Winkler wurde vom frühen Kindesalter an am Klavier ausgebildet. Er besuchte nach dem Abschluss des Abiturs im Allgäu-Gymnasium Kempten Meisterkurse bei Peter Feuchtwanger und Karl-Heinz Kämmerling. Nach weiterem Unterricht in Hamburg bei Buggy Braune im Fach Jazzpiano bewarb er sich 2009 mit Erfolg für ein Studium im Fach Tonmeister an der Universität für darstellende Kunst und Musik in Wien. 2011 absolvierte er an derselben Universität zusätzlich die Aufnahmeprüfung für Komposition und studierte fortan bei Axel Seidelmann.
Er schloss das Tonmeisterstudium 2017 mit seiner Diplomarbeit Zur Relevanz der Computermusik im aktuellen Konzertleben und im Musikunterricht ab.
Danach widmete er sich der Komposition von Musik für Film und Fernsehen und vertonte 2018 seinen ersten Kinospielfilm mit dem Titel Zerschlag Mein Herz unter der Regie von Alexandra Makarova. Der Film gewann diverse Festivalpreise und wurde unter anderem als „poetischer Realismus, wie man ihn im österreichischen Kino sonst kaum sieht“ rezensiert.
2018 vertonte er die sechsteilige TV-Serie Dogs des US-amerikanischen Streaming-Anbieters Netflix. Im Jahr 2022 wurde er zweifach für die kanadische Film- und Fernsehauszeichnung Leo Award in der Kategorie Best Musical Score Feature Length Documentary nominiert.
Neben seiner Tätigkeit als Filmmusik-Komponist ist er auch als Musiker tätig und brachte unter seinem Namen seit 2021 elektronische und neoklassische Werke heraus. Sein Debütalbum Vogelperspektive ist eine klanglandschaftliche Beschreibung seiner Erfahrungen als Pilot und wurde von der Presse positiv aufgenommen.

## Filmmusiken
- 2018
  - Zerschlag mein Herz
  - Unbroken: The Snowboard Life of Marc McMorris
  - Dogs (TV-Serie)

- 2019
  - Landretter[7]
  - The Landing (Kurzfilm)

- 2021
  - Someone Like Me (Dokumentarfilm)[8]
  - Netflix Dogs Season 2 (TV-Serie)
  - Handle with Care: The Legend of the Notic Streetball Crew
- 2025
  - Perla (Spielfilm)

## Diskografie

### Alben
- 2021: Vogelperspektive
- 2022: Someone Like Me (Original Motion Picture Soundtrack)

### Singles
- 2022: Resonanz

## Nominierungen
- 2022: Leo Award: Nominierungen für Someone Like Me und Handle with Care: The Legend of the Notic Streetball Crew in der Kategorie Beste musikalische Komposition in einem Kinodokumentarfilm
- 2025: Gewinn ASCAP Awards Best Rated Streaming Film für Brats (2024)[9]